# Mojang Studios
Mojang Studios (del sueco mojäng [mʊˈjɛŋː], lit. artilugio)es un desarrollador de videojuegos sueco propiedad de Microsoft formando parte de los estudios de Xbox Game Studios con sede en Estocolmo. El estudio fue fundado por Markus Persson (conocido comúnmente como Notch) fue fundado en 2009 como Mojang Specifications, heredando el nombre de una empresa del mismo nombre que dejó dos años antes. Mojang comenzó a desarrollar el videojuego sandbox Minecraft en 2009, que se convertiría en el videojuego más vendido de todos los tiempos y establecería una exitosa franquicia multimedia. Mojang Specifications se convirtió en Mojang AB a finales de 2010. Con el deseo de abandonar Minecraft, Persson vendió Mojang a Xbox Game Studios (entonces llamado Microsoft Studios) en 2014. En mayo de 2020, Mojang cambió su nombre a Mojang Studios.

## Historia

### Era independiente (2009-2014)
Después de un viaje y una oferta de empleo pagada de Valve Corporation a principios de septiembre de 2010, Markus Persson fundó Mojang junto a su mejor amigo Jakob Porsér, con Carl Manneh como CEO. Al cabo de un año, la empresa creció hasta un tamaño de doce empleados, con su segundo videojuego, Scrolls en el desarrollo, además de servir como el editor de Cobalt. En el año 2011, el fundador de Napster y expresidente de Facebook Sean Parker, ofreció invertir en Mojang, pero fue rechazada. En marzo de 2012, la empresa había acumulado unos ingresos de más de $ 80 millones.
En septiembre de 2012, Mojang comenzó una asociación con el Programa de Asentamientos Humanos de las Naciones Unidas llamado "bloque a bloque", que implica a jugadores de Minecraft a construir sitios en el juego para usar como una base para el desarrollo asistido del pueblo de Kibera en la zona de Nairobi de Kenia.

### Adquisición por Microsoft
A inicios de septiembre del año 2014, se habían propagado rumores referentes a que Microsoft se encontraba en planes de comprar Mojang. Estos fueron confirmados el 15 de septiembre del mismo año, cuando Microsoft anunció oficialmente la adquisición de Mojang AB por la suma de 2500 millones de dólares, y a su vez, adquiriendo los derechos sobre el videojuego Minecraft, pasando este último a formar propiedad de Microsoft Studios (actualmente Xbox Game Studios).
Mojang (ya en posesión de Microsoft) cambia su nombre a "Mojang Studios" el 17 de mayo de 2020 y su logo al visto actualmente, además de incluir una nueva secuencia de introducción al iniciar cualquiera de sus juegos.

## Videojuegos
| Título                                | Año  | Género                                           | Plataformas | Notas                                                                                        |
| ------------------------------------- | ---- | ------------------------------------------------ | --- | -------------------------------------------------------------------------------------------- |
| Minecraft                             | 2009 | Sandbox                                          | Microsoft Windows, macOS, Xbox 360, PlayStation 3, iOS, Xbox One, PlayStation 4, PlayStation Vita,Raspberry Pi, Wii U, Nintendo Switch, New Nintendo 3DS, Navegador Web (Classic), Xbox Series, PlayStation 5. | Primer juego lanzado. La versión alpha de Minecraft estuvo disponible al público en el 2009. |
| Caller's Bane (originalmente Scrolls) | 2014 | RPG táctico                                      | Windows, macOS, Android, iOS |                                                                                              |
| Cobalt                                | 2016 | Acción en 2D                                     | Windows, Linux, macOS, Xbox 360, Xbox One | Primer título publicado por terceros, desarrollado en colaboración con Oxeye Game Studio.    |
| Crown and Council                     | 2016 | Estrategia por turnos                            | Windows | Desarrollado por Henrik Pettersson                                                           |
| Minecraft Earth                       | 2019 | Realidad aumentada                               | Android, iOS | El soporte finalizó en junio de 2021                                                         |
| Minecraft: Dungeons                   | 2020 | Exploración de Mazmorra                          | Windows, Nintendo Switch, Xbox One y Playstation 4 | Desarrollado en colaboración con Double Eleven                                               |
| Minecraft Legends                     | 2023 | Estrategia en tiempo real y Videojuego de acción | Windows, Nintendo Switch, Xbox One, PlayStation 4, Xbox Series X/S y PlayStation 5 | Desarrollado en colaboración con BlackBird Interactive.                                      |

### Mini-juegos
| Título                  | Año                           | Género        |
| ----------------------- | ----------------------------- | ------------- |
| Catacomb Snatch         | 2012 (de Mojam)               | Matamarcianos |
| Endless Nuclear Kittens | 2013 (de Mojam 2)             | Acción        |
| Nuclear Pizza War       | 2013 (de Mojam 2)             | Tower defense |
| Battle Frogs            | 2013 (de Mojam 2)             |               |
| Docktor                 | 2014 (de Games Against Ebola) |               |
| Healthcore Evolved      | 2014 (de Games Against Ebola) |               |
| Snake Oil Stanley       | 2014 (de Games Against Ebola) |               |

Mojang comenzó su tradición de desarrollo de proyectos más pequeños para el Humble Bundle Mojam con un Matamarcianos juego de estrategia con steampunk y temas del Antiguo Egipto llamado Catacomb Snatch. 81,575 paquetes fueron vendidos, recaudando US$458,248.99, de los cuales todas las ganancias fueron dados a cuatro organizaciones benéficas y organizaciones sin fines de lucro, incluyendo charity: water, Child's Play, Electronic Frontier Foundation y la Cruz Roja Americana. Tanto el género y el tema fueron recogidos por una encuesta en la web de Mojang (combinación de la más alta y el más bajo voto de cada uno). Al año siguiente, tres minijuegos se desarrollaron simultáneamente para el Humble Bundle Mojam 2.

### Juegos no lanzados
Hasta julio de 2012, Mojang estaba codesarrollando de un videojuego llamado Rex Kwon Do junto a un desarrollador no revelado. Antes de que el título hubiera llegado a una etapa importante de desarrollo, Mojang canceló la colaboración, debido a su falta de participación e influencia en el proyecto.
En marzo de 2012, Persson reveló que él estaría diseñando un juego sandbox. Aunque Mojang bromeó con una página web en el Día de los Inocentes en torno al Efecto Marte (citando la demanda Bethesda), se confirmó que el juego estaba en etapa de desarrollo, aunque con un nombre diferente. El 4 de abril, Mojang reveló el título del juego que fue 0x10c, ambientada en el año 281.474.976.712.644 AD de un universo paralelo.

## Premios
- March Developers' Showdown 2011[13]